# شانشان
شانشان هو مرصد فضائي صيني قيد التطوير.من الخطط إطلاقه في 2024 على متن صاروخ لونغ مارش 5.